# La Tragédie optimiste
Pour les articles homonymes, voir La Tragédie optimiste (film).

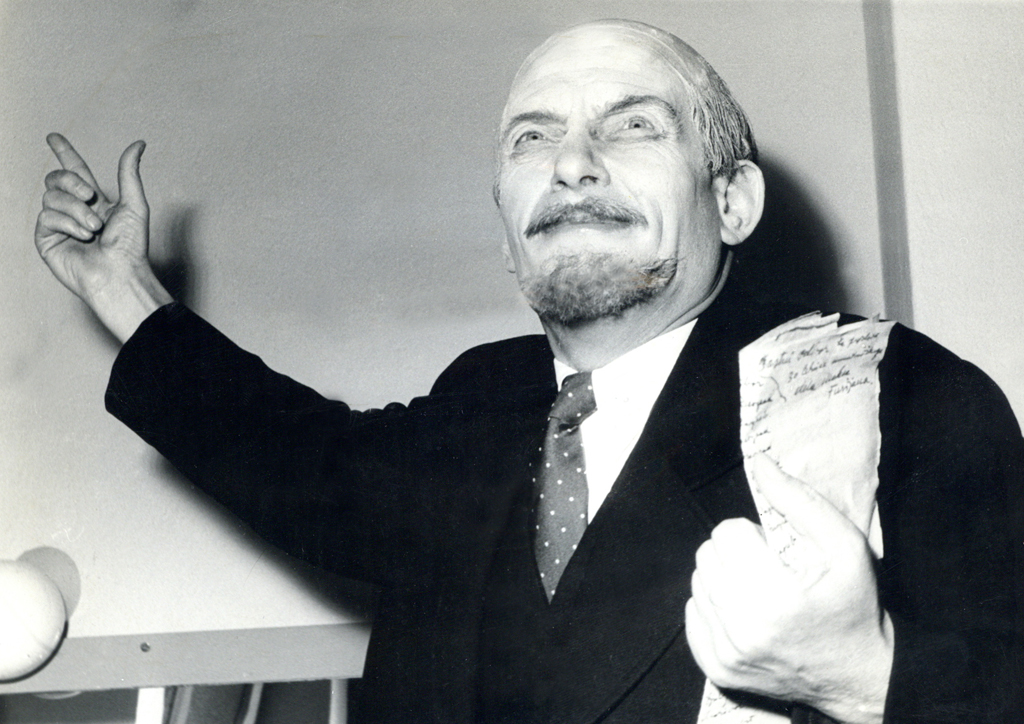
Vsevolod Vichnevski, auteur de la tragédie optimiste.

La Tragédie optimiste (en russe : Оптимистическая трагедия) est une pièce de théâtre écrite par le dramaturge soviétique Vsevolod Vichnevski en 1933, comportant une dédicace pour le quinzième anniversaire de l'Armée rouge.

## Mises en scène
La pièce a été mise en scène à de nombreuses reprises dont :
- 1961 : mise en scène de Gabriel Garran, Festival d'Art dramatique d'Aubervilliers
- 1974 : au théâtre Le Palace
- 1998-1999 : au théâtre du Nord à Lille

## Adaptations

### Théâtre
La pièce a été adaptée à l'opéra par Alexandre Kholminov, jouée au théâtre Bolchoï de Moscou en 1965.

### Cinéma
- 1963 : La Tragédie optimiste de Samson Samsonov, avec Margarita Volodina dans le rôle de commissaire.

## Traductions
La Tragédie optimiste a été traduite en 1951 par Gabriel Arout (avec Georges Arout et Tania Balachova).